# كلدان العليا (خبر بافت)
كلدان العلیا (بالفارسية: کلدان علیا) هي قرية تقع في إيران في Khabar Rural District. يقدر عدد سكانها بـ 0 نسمة بحسب إحصاء 2016.